# جام ملت‌های آفریقا ۲۰۱۳
جام ملت‌های آفریقا ۲۰۱۳ (انگلیسی: 2013 Africa Cup of Nations) بیست و نهمین دوره از رقابت‌های جام ملت‌های آفریقا بود که به میزبانی کشور آفریقای جنوبی برگزار شد. ۱۶ تیم در ۴ گروه ۴ تیمی به رقابت پرداختند. تیم ملی فوتبال نیجریه در این دوره از رقابت‌ها به مقام قهرمانی جام ملت‌های آفریقا رسید.
کنفدراسیون فوتبال آفریقا تصمیم گرفت بر خلاف روال معمول که بازیها هر دو سال یکبار برگزار می‌شد این دوره را یک سال بعد از دوره قبل برگزار کند تا مشکل تداخل مسابقات جام جهانی فوتبال با مسابقات جام ملت‌های آفریقا برطرف شود. مطابق این تصمیم از این دوره به بعد مسابقات جام ملت‌های آفریقا در سال‌های فرد برگزار شد.

## انتخاب میزبان
کشورهای متقاضی:
- آنگولا
- گابن /  گینه استوایی
- لیبی
- نیجریه

کشورهایی که میزبانی آن‌ها به تأیید اولیه نرسید :
- بنین /  جمهوری آفریقای مرکزی
- بوتسوانا
- موزامبیک
- نامیبیا
- سنگال
- زیمبابوه

در تاریخ ۴ سپتامبر ۲۰۰۶ کنفدراسیون فوتبال آفریقا (CAF) پس از رد درخواست میزبانی نیجریه، از سایر کشورهای متقاضی درخواست کرد که برای میزبانی جام ملت‌های آفریقا باهم به توافق برسند. بدین ترتیب در رای‌گیری نشست کمیته اجرایی کنفدراسیون فوتبال آفریقا در قاهره مصر، موافقت شد که سه دوره بعدی جام ملت‌های آفریقا به ترتیب در سال ۲۰۱۰ به میزبانی کشور آنگولا، در سال ۲۰۱۲ به میزبانی مشترک کشورهای گینه استوایی و گابن و در سال ۲۰۱۴ به میزبانی کشور لیبی برگزار شود.
میزبانی سال ۲۰۱۰ به دلیل حضور این کشور در مسابقات جام جهانی ۲۰۰۶ آلمان، زمینه‌سازی میزبانی برای کشورهای جدید، و نیز حرکت در مسیر صلح پس از جنگ داخلی آنگولا اعطا شد.
کشور نیجریه به دلیل این که دو بار سابقه میزبانی داشت درخواست میزبانی اش رد شد و مقرر شد که به عنوان میزبان ذخیره جام ملت‌های ۲۰۱۰، ۲۰۱۲ و ۲۰۱۴ باشد تا در صورتی است که هر یک از کشورهای میزبان نتواند شرایط مورد نیاز CAF را برآورده سازد، جایگزین آن گردد.

### کنار گذاشته شدن لیبی
با توجه به جنگ داخلی لیبی در سال ۲۰۱۱، در سپتامبر ۲۰۱۱ در کمیته اجرایی CAF در قاهره مصر تصویب شد که میزبانی لیبی با آفریقای جنوبی جابه جا شود، به طوری که آفریقای جنوبی میزبان مسابقات جام ملت های آفریقا در سال ۲۰۱۳ شد و قرار شد که لیبی در سال ۲۰۱۷ میزبانی از مسابقات را برعهده بگیرد.

## بازیهای مقدماتی
در مجموع ۴۷ کشور از جمله آفریقای جنوبی وارد شدند، که به‌طور خودکار واجد شرایط است. لیبی پس از اینکه از حق میزبانی آن به دلیل جنگ داخلی لیبی کنار گذاشته شد، مجاز نبود که مجوز خود را حفظ کند. بسیاری از تیم‌ها در این مسابقات به فینال بازگشتند. میزبان، آفریقای جنوبی پس از غیبت ۴ ساله بازگشت. اتیوپی اولین بار از سال ۱۹۸۲ ظاهر شد (یک غیبت ۳۱ ساله). تیم‌های دیگر که از سال ۲۰۱۲ نهایی بودند که در سال ۲۰۱۳ حضور داشتند، نیجریه، توگو، کنگو و الجزایر بودند. کیپ ورد نخستین مرحله خود را به پایان رساند. تیم‌هایی که برای این مسابقات از جام ملت‌های آفریقا در سال ۲۰۱۲ واجد شرایط نبودند هر دو میزبان، گابن و گینه استوایی، لیبی، سنگال، سودان، گینه و بوتسوانا بودند. سودان جنوبی مشروط به شرکت در مسابقات مقدماتی بود که از زمان عضویت خود در CAF تأیید شده بود.

### تیم‌های راه یافته به مرحله نهایی

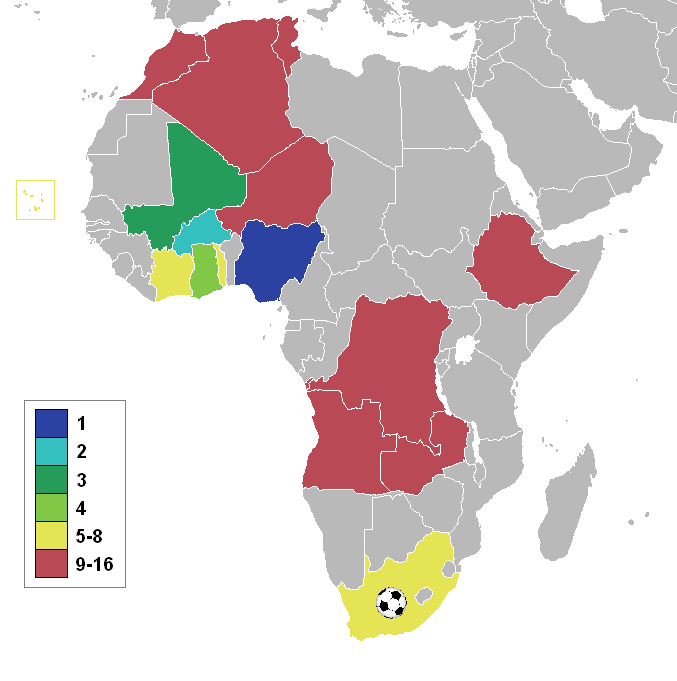
A map of Africa showing the qualified nations, highlighted by stage reached.

| Country       | Qualified as                        | Qualification date | Previous appearances in tournament†                                                                                   |
| ------------- | ----------------------------------- | ------------------ | --- |
| آفریقای جنوبی | Hosts                               | 28 September 2011  | 7 (۱۹۹۶, ۱۹۹۸, ۲۰۰۰, ۲۰۰۲, ۲۰۰۴, ۲۰۰۶, ۲۰۰۸)                                                                          |
| غنا           | Winner against Malawi               | 13 October 2012    | ۱۸ (۱۹۶۳, ۱۹۶۵, ۱۹۶۸, ۱۹۷۰, ۱۹۷۸, ۱۹۸۰, ۱۹۸۲, ۱۹۸۴, ۱۹۹۲, ۱۹۹۴, ۱۹۹۶, ۱۹۹۸, ۲۰۰۰, ۲۰۰۲, ۲۰۰۶, ۲۰۰۸, ۲۰۱۰, ۲۰۱۲)       |
| مالی          | Winner against Botswana             | 13 October 2012    | 7 (۱۹۷۲, ۱۹۹۴, ۲۰۰۲, ۲۰۰۴, ۲۰۰۸, ۲۰۱۰, ۲۰۱۲)                                                                          |
| زامبیا        | Winner against Uganda               | 13 October 2012    | ۱۵ (۱۹۷۴, ۱۹۷۸, ۱۹۸۲, ۱۹۸۶, ۱۹۹۰, ۱۹۹۲, ۱۹۹۴, ۱۹۹۶, ۱۹۹۸, ۲۰۰۰, ۲۰۰۲, ۲۰۰۶, ۲۰۰۸, ۲۰۱۰, ۲۰۱۲)                         |
| نیجریه        | Winner against Liberia              | 13 October 2012    | ۱۶ (۱۹۶۳, ۱۹۷۶, ۱۹۷۸, ۱۹۸۰, ۱۹۸۲, ۱۹۸۴, ۱۹۸۸, ۱۹۹۰, ۱۹۹۲, ۱۹۹۴, ۲۰۰۰, ۲۰۰۲, ۲۰۰۴, ۲۰۰۶, ۲۰۰۸, ۲۰۱۰)                   |
| تونس          | Winner against Sierra Leone         | 13 October 2012    | ۱۵ (۱۹۶۲, ۱۹۶۳, ۱۹۶۵, ۱۹۷۸, ۱۹۸۲, ۱۹۹۴, ۱۹۹۶, ۱۹۹۸, ۲۰۰۰, ۲۰۰۲, ۲۰۰۴, ۲۰۰۶, ۲۰۰۸, ۲۰۱۰, ۲۰۱۲)                         |
| ساحل عاج      | Winner against Senegal              | 13 October 2012    | ۱۹ (۱۹۶۵, ۱۹۶۸, ۱۹۷۰, ۱۹۷۴, ۱۹۸۰, ۱۹۸۴, ۱۹۸۶, ۱۹۸۸, ۱۹۹۰, ۱۹۹۲, ۱۹۹۴, ۱۹۹۶, ۱۹۹۸, ۲۰۰۰, ۲۰۰۲, ۲۰۰۶, ۲۰۰۸, ۲۰۱۰, ۲۰۱۲) |
| مراکش         | Winner against Mozambique           | 13 October 2012    | ۱۴ (۱۹۷۲, ۱۹۷۶, ۱۹۷۸, ۱۹۸۰, ۱۹۸۶, ۱۹۸۸, ۱۹۹۲, ۱۹۹۸, ۲۰۰۰, ۲۰۰۲, ۲۰۰۴, ۲۰۰۶, ۲۰۰۸, ۲۰۱۲)                               |
| اتیوپی        | Winner against Sudan                | 14 October 2012    | 9 (۱۹۵۷, ۱۹۵۹, ۱۹۶۲, ۱۹۶۳, ۱۹۶۵, ۱۹۶۸, ۱۹۷۰, ۱۹۷۶, ۱۹۸۲)                                                              |
| کیپ ورد       | Winner against Cameroon             | 14 October 2012    | 0 (debut) |
| آنگولا        | Winner against Zimbabwe             | 14 October 2012    | 6 (۱۹۹۶, ۱۹۹۸, ۲۰۰۶, ۲۰۰۸, ۲۰۱۰, ۲۰۱۲)                                                                                |
| نیجر          | Winner against Guinea               | 14 October 2012    | 1 (۲۰۱۲) |
| توگو          | Winner against Gabon                | 14 October 2012    | 6 (۱۹۷۲, ۱۹۸۴, ۱۹۹۸, ۲۰۰۰, ۲۰۰۲, ۲۰۰۶)                                                                                |
| Congo DR      | Winner against Equatorial Guinea    | 14 October 2012    | ۱۵ (۱۹۶۵, ۱۹۶۸, ۱۹۷۰, ۱۹۷۲, ۱۹۷۴, ۱۹۷۶, ۱۹۸۸, ۱۹۹۲, ۱۹۹۴, ۱۹۹۶, ۱۹۹۸, ۲۰۰۰, ۲۰۰۲, ۲۰۰۴, ۲۰۰۶)                         |
| بورکینافاسو   | Winner against Central African Rep. | 14 October 2012    | 8 (۱۹۷۸, ۱۹۹۶, ۱۹۹۸, ۲۰۰۰, ۲۰۰۲, ۲۰۰۴, ۲۰۱۰, ۲۰۱۲)                                                                    |
| الجزایر       | Winner against Libya                | 14 October 2012    | ۱۴ (۱۹۶۸, ۱۹۸۰, ۱۹۸۲, ۱۹۸۴, ۱۹۸۶, ۱۹۸۸, ۱۹۹۰, ۱۹۹۲, ۱۹۹۶, ۱۹۹۸, ۲۰۰۰, ۲۰۰۲, ۲۰۰۴, ۲۰۱۰)                               |

† Bold indicates champion for that year
† Italic indicates host

## ورزشگاه‌ها

### شهرهای میزبان
اتحادیه فوتبال آفریقای جنوبی از تمامی شهرهای میزبان جام جهانی ۲۰۱۰ دعوت کرد تا برای میزبانی اعلام آمادگی کنند  و در تاریخ ۴ مه ۲۰۱۲ اسامی ورزشگاه های تایید شده اعلام شد.  ورزشگاه اف‌ان‌بی به عنوان میزبان مسابقه افتتاحیه و نهایی معرفی شد.  ورزشگاه های دیگری که برای مسابقات برگزیده شد، عبارت بودند از: ورزشگاه ام‌بومبل، ورزشگاه نلسون ماندلا بی، ورزشگاه رویال بافوکنگ و ورزشگاه موسی مابیدا. 
میانگین دمای روزانه شهرهای میزبان از ۲۵ درجه سانتی گراد (۷۷٫۰ درجه فارنهایت) تا ۳۰٫۳ درجه سانتیگراد (۸۶٫۵ درجه فارنهایت) است. 
| ژوهانسبورگ1                                                            | ژوهانسبورگ1                                                            | دوربان1                                                       | دوربان1                                                       | پورت الیزابت1                                                 | پورت الیزابت1                                                 |
| ---------------------------------------------------------------------- | ---------------------------------------------------------------------- | ------------------------------------------------------------- | ------------------------------------------------------------- | ------------------------------------------------------------- | ------------------------------------------------------------- |
| ورزشگاه اف‌ان‌بی23                                                       | ورزشگاه اف‌ان‌بی23                                                       | ورزشگاه موسی مابیدا                                           | ورزشگاه موسی مابیدا                                           | ورزشگاه نلسون ماندلا بی                                       | ورزشگاه نلسون ماندلا بی                                       |
| ۲۶°۱۴′۵٫۲۷″ جنوبی ۲۷°۵۸′۵۶٫۴۷″ شرقی / ۲۶٫۲۳۴۷۹۷۲°جنوبی ۲۷٫۹۸۲۳۵۲۸°شرقی | ۲۶°۱۴′۵٫۲۷″ جنوبی ۲۷°۵۸′۵۶٫۴۷″ شرقی / ۲۶٫۲۳۴۷۹۷۲°جنوبی ۲۷٫۹۸۲۳۵۲۸°شرقی | ۲۹°۴۹′۴۶″ جنوبی ۳۱°۰۱′۴۹″ شرقی / ۲۹٫۸۲۹۴۴°جنوبی ۳۱٫۰۳۰۲۸°شرقی | ۲۹°۴۹′۴۶″ جنوبی ۳۱°۰۱′۴۹″ شرقی / ۲۹٫۸۲۹۴۴°جنوبی ۳۱٫۰۳۰۲۸°شرقی | ۳۳°۵۶′۱۶″ جنوبی ۲۵°۳۵′۵۶″ شرقی / ۳۳٫۹۳۷۷۸°جنوبی ۲۵٫۵۹۸۸۹°شرقی | ۳۳°۵۶′۱۶″ جنوبی ۲۵°۳۵′۵۶″ شرقی / ۳۳٫۹۳۷۷۸°جنوبی ۲۵٫۵۹۸۸۹°شرقی |
| ظرفیت: ۹۴٬۷۰۰                                                          | ظرفیت: ۹۴٬۷۰۰                                                          | ظرفیت: ۵۴٬۰۰۰۴                                                | ظرفیت: ۵۴٬۰۰۰۴                                                | ظرفیت: ۴۸٬۰۰۰                                                 | ظرفیت: ۴۸٬۰۰۰                                                 |
|                                                                        |                                                                        |                                                               |                                                               |                                                               |                                                               |
| ژوهانسبورگدوربان · پورت الیزابتراستنبرگنلسپرویت ·                      |                                                                        |                                                               |                                                               |                                                               |                                                               |
| نلسپرویت                                                               | نلسپرویت                                                               | نلسپرویت                                                      | راستنبرگ                                                      | راستنبرگ                                                      | راستنبرگ                                                      |
| ۲۵°۲۷′۴۲″جنوبی ۳۰°۵۵′۴۷″شرقی / ۲۵٫۴۶۱۷۲°جنوبی ۳۰٫۹۲۹۶۸۹°شرقی           | ۲۵°۲۷′۴۲″جنوبی ۳۰°۵۵′۴۷″شرقی / ۲۵٫۴۶۱۷۲°جنوبی ۳۰٫۹۲۹۶۸۹°شرقی           | ۲۵°۲۷′۴۲″جنوبی ۳۰°۵۵′۴۷″شرقی / ۲۵٫۴۶۱۷۲°جنوبی ۳۰٫۹۲۹۶۸۹°شرقی  | ۲۵°۳۴′۴۳″جنوبی ۲۷°۰۹′۳۹″شرقی / ۲۵٫۵۷۸۶°جنوبی ۲۷٫۱۶۰۷°شرقی     | ۲۵°۳۴′۴۳″جنوبی ۲۷°۰۹′۳۹″شرقی / ۲۵٫۵۷۸۶°جنوبی ۲۷٫۱۶۰۷°شرقی     | ۲۵°۳۴′۴۳″جنوبی ۲۷°۰۹′۳۹″شرقی / ۲۵٫۵۷۸۶°جنوبی ۲۷٫۱۶۰۷°شرقی     |
| ورزشگاه ام‌بومبل                                                        | ورزشگاه ام‌بومبل                                                        | ورزشگاه ام‌بومبل                                               | ورزشگاه رویال بافوکنگ                                         | ورزشگاه رویال بافوکنگ                                         | ورزشگاه رویال بافوکنگ                                         |
| ظرفیت: ۴۱٬۰۰۰                                                          | ظرفیت: ۴۱٬۰۰۰                                                          | ظرفیت: ۴۱٬۰۰۰                                                 | ظرفیت: ۴۲٬۰۰۰                                                 | ظرفیت: ۴۲٬۰۰۰                                                 | ظرفیت: ۴۲٬۰۰۰                                                 |
|                                                                        |                                                                        |                                                               |                                                               |                                                               |                                                               |

- ^ میزبان در طی جام ملت‌های آفریقا ۱۹۹۶
- ^ ورزشگاه استفاده شده در طی جام ملت‌های آفریقا ۱۹۹۶
- ^ به عنوان استادیوم ملی
- ^ ورزشگاه قابل ارتقا
- ^ ظرفیت تقریبی

## سیدبندی
قرعه کشی مسابقات نهایی در ۲۴ اکتبر ۲۰۱۲ در دوربان انجام شد.  موقعیت های A1 و C1 قبلا به میزبان (آفریقای جنوبی) و به (زامبیا) به عنوان قهرمان دوره قبل اختصاص داده شده بود.  ۱۴ تیم دیگر واجد شرایط بر اساس عملکرد خود در سه جام ملت های آقریقا گذشته، یعنی نسخه های ۲۰۰۸، ۲۰۱۰ و ۲۰۱۲، رتبه بندی شدند.

امتیازات: 

قهرمان ۷ امتیاز

تیم دوم جام ۵ امتیاز

حضور در نیمه نهایی ۳ امتیاز

حضور در یک چهارم نهایی ۲ امتیاز

حضور در دور گروهی ۱ امتیاز
علاوه بر این، ضریب وزنی نقاط به هر یک از سه نسخه اخیر جام ملت های آفریقا به شرح زیر داده شد:

سال ۲۰۱۲: امتیازات باید در ۳ ضرب شود

سال ۲۰۱۰: امتیازات باید در ۲ ضرب شود

سال ۲۰۰۸: امتیازات باید توسط ۱ ضرب شود
سپس تیم ها بر اساس رتبه بندی به ۴ گلدان تقسیم شدند. هر گروه شامل یک تیم از هر گلدان بود. 
| گلدان 1 | گلدان 2                                                         | گلدان 3                                                              | گلدان 4                                                            |
| --- | --------------------------------------------------------------- | -------------------------------------------------------------------- | ------------------------------------------------------------------ |
| آفریقای جنوبی (host; assigned to A1) · زامبیا (title holder; assigned to C1) · غنا (22 pts) · ساحل عاج (22 pts) | مالی (12 pts) · تونس (10 pts) · آنگولا (9 pts) · نیجریه (8 pts) | الجزایر (6 pts) · بورکینافاسو (5 pts) · مراکش (4 pts) · نیجر (3 pts) | توگو (2 pts) · کیپ ورد (0 pts) · Congo DR (0 pts) · اتیوپی (0 pts) |

## مرحله گروهی

### قوانین صعود به دور بعد
جایی که دو یا چند تیم واجد امتیاز مساوی در مرحله گروهی باشند رتبه‌بندی آن‌ها با معیارهای زیر تعیین می‌شود:
1. امتیاز بدست آمده در مسابقات بین تیم‌های مربوطه؛
2. تفاضل گل در مسابقات بین تیم‌های مربوطه؛
3. تعداد گلهایی که در مسابقات گروهی بین تیم‌های مربوطه به ثمر رساند؛
4. تعداد گلهای دور در مسابقات بین تیم‌های مورد نظر؛
5. تفاوت گل در تمام مسابقات گروهی؛
6. تعداد گلها در تمام مسابقات گروهی؛
7. تصمیم‌گیری کمیته سازماندهی مسابقات.

| راهنمای رنگ‌های جدول                      |
| ---------------------------------------- |
| تیم‌های راه یافته به مرحله یک چهارم نهایی |

### گروه A
| تیم           | بازی | برد | تساوی | باخت | گل زده | گل خورده | تفاضل گل | امتیاز |
| ------------- | ---- | --- | ----- | ---- | ------ | -------- | -------- | ------ |
| آفریقای جنوبی | 3    | 1   | 2     | 0    | 4      | 2        | +2       | 5      |
| کیپ ورد       | 3    | 1   | 2     | 0    | 3      | 2        | +1       | 5      |
| مراکش         | 3    | 0   | 3     | 0    | 3      | 3        | 0        | 3      |
| آنگولا        | 3    | 0   | 1     | 2    | 1      | 4        | −3       | 1      |

| ۱۹ ژانویه ۲۰۱۳ |     |               |                                       |
| آفریقای جنوبی  | 0–0 | کیپ ورد       | ورزشگاه اف‌ان‌بی، ژوهانسبورگ            |
| آنگولا         | 0–0 | مراکش         | ورزشگاه اف‌ان‌بی، ژوهانسبورگ            |
| ۲۳ ژانویه ۲۰۱۳ |     |               |                                       |
| آفریقای جنوبی  | 2–0 | آنگولا        | ورزشگاه موسی مابیدا، دوربان           |
| مراکش          | 1–1 | کیپ ورد       | ورزشگاه موسی مابیدا، دوربان           |
| ۲۷ ژانویه ۲۰۱۳ |     |               |                                       |
| مراکش          | 2–2 | آفریقای جنوبی | ورزشگاه موسی مابیدا، دوربان           |
| کیپ ورد        | 2–1 | آنگولا        | ورزشگاه نلسون ماندلا بی، پورت الیزابت |

### گروه B
| تیم      | بازی | برد | تساوی | باخت | گل زده | گل خورده | تفاضل گل | امتیاز |
| -------- | ---- | --- | ----- | ---- | ------ | -------- | -------- | ------ |
| غنا      | 3    | 2   | 1     | 0    | 6      | 2        | +4       | 7      |
| مالی     | 3    | 1   | 1     | 1    | 2      | 2        | 0        | 4      |
| Congo DR | 3    | 0   | 3     | 0    | 3      | 3        | 0        | 3      |
| نیجر     | 3    | 0   | 1     | 2    | 0      | 4        | −4       | 1      |

| ۲۰ ژانویه ۲۰۱۳ |     |          |                                       |
| غنا            | 2–2 | Congo DR | ورزشگاه نلسون ماندلا بی، پورت الیزابت |
| مالی           | 1–0 | نیجر     | ورزشگاه نلسون ماندلا بی، پورت الیزابت |
| ۲۴ ژانویه ۲۰۱۳ |     |          |                                       |
| غنا            | 1–0 | مالی     | ورزشگاه نلسون ماندلا بی، پورت الیزابت |
| نیجر           | 0–0 | Congo DR | ورزشگاه نلسون ماندلا بی، پورت الیزابت |
| ۲۸ ژانویه ۲۰۱۳ |     |          |                                       |
| نیجر           | 0–3 | غنا      | ورزشگاه نلسون ماندلا بی، پورت الیزابت |
| کنگو           | 1–1 | مالی     | ورزشگاه موسی مابیدا، دوربان           |

### گروه C
| تیم         | بازی | برد | تساوی | باخت | گل زده | گل خورده | تفاضل گل | امتیاز |
| ----------- | ---- | --- | ----- | ---- | ------ | -------- | -------- | ------ |
| بورکینافاسو | 3    | 1   | 2     | 0    | 5      | 1        | +4       | 5      |
| نیجریه      | 3    | 1   | 2     | 0    | 4      | 2        | +2       | 5      |
| زامبیا      | 3    | 0   | 3     | 0    | 2      | 2        | 0        | 3      |
| اتیوپی      | 3    | 0   | 1     | 2    | 1      | 7        | −6       | 1      |

| ۲۱ ژانویه ۲۰۱۳ |     |             |                                 |
| زامبیا         | 1–1 | اتیوپی      | ورزشگاه ام‌بومبل، نلسپرویت       |
| نیجریه         | 1–1 | بورکینافاسو | ورزشگاه ام‌بومبل، نلسپرویت       |
| ۲۵ ژانویه ۲۰۱۳ |     |             |                                 |
| زامبیا         | 1–1 | نیجریه      | ورزشگاه ام‌بومبل، نلسپرویت       |
| بورکینافاسو    | 4–0 | اتیوپی      | ورزشگاه ام‌بومبل، نلسپرویت       |
| ۲۹ ژانویه ۲۰۱۳ |     |             |                                 |
| بورکینافاسو    | 0–0 | زامبیا      | ورزشگاه ام‌بومبل، نلسپرویت       |
| اتیوپی         | 0–2 | نیجریه      | ورزشگاه رویال بافوکنگ، راستنبرگ |

### گروه D
| تیم      | بازی | برد | تساوی | باخت | گل زده | گل خورده | تفاضل گل | امتیاز |
| -------- | ---- | --- | ----- | ---- | ------ | -------- | -------- | ------ |
| ساحل عاج | 3    | 2   | 1     | 0    | 7      | 3        | +4       | 7      |
| توگو     | 3    | 1   | 1     | 1    | 4      | 3        | +1       | 4      |
| تونس     | 3    | 1   | 1     | 1    | 2      | 4        | −2       | 4      |
| الجزایر  | 3    | 0   | 1     | 2    | 2      | 5        | −3       | 1      |

| ۲۲ ژانویه ۲۰۱۳ |     |         |                                 |
| ساحل عاج       | 2–1 | توگو    | ورزشگاه رویال بافوکنگ، راستنبرگ |
| تونس           | 1–0 | الجزایر | ورزشگاه رویال بافوکنگ، راستنبرگ |
| ۲۶ ژانویه ۲۰۱۳ |     |         |                                 |
| ساحل عاج       | 3–0 | تونس    | ورزشگاه رویال بافوکنگ، راستنبرگ |
| الجزایر        | 0–2 | توگو    | ورزشگاه رویال بافوکنگ، راستنبرگ |
| ۳۰ ژانویه ۲۰۱۳ |     |         |                                 |

## مرحله حذفی
در مراحل حذفی، اگر یک بازی در پایان بازی به‌طور طبیعی مساوی شد، زمان اضافی بازی (دو وقت ۱۵ دقیقه هر کدام) و در صورت لزوم، در ضربات پنالتی برنده تعیین خواهد شد، به جز بازی رده‌بندی (سوم و چهارمی) که هیچ وقت اضافی نباید انجام شود.

### نمودار
|  | یک‌چهارم نهایی               | یک‌چهارم نهایی          |                            |       | نیمه‌نهایی‌ | نیمه‌نهایی‌ |  |  | نهایی                       | نهایی |
|  |                             |                        |                            |       |           |           |  |  |                             |       |
|  | 2 February – Durban         |                        |                            |       |           |           |  |  |                             |       |
|  |                             |                        |                            |       |           |           |  |  |                             |       |
|  | آفریقای جنوبی               | 1 (1)                  |                            |       |           |           |  |  |                             |       |
|  | آفریقای جنوبی               | 1 (1)                  | 6 February – Durban        |       |           |           |  |  |                             |       |
|  | مالی (p)                    | 1 (3)                  |                            |       |           |           |  |  |                             |       |
|  | مالی (p)                    | 1 (3)                  | مالی                       | 1     |           |           |  |  |                             |       |
|  | 3 February – Rustenburg     |                        | مالی                       | 1     |           |           |  |  |                             |       |
|  |                             | نیجریه                 | ۴                          |       |           |           |  |  |                             |       |
|  | ساحل عاج                    | نیجریه                 | ۴                          | 1     |           |           |  |  |                             |       |
|  | ساحل عاج                    |                        | 10 February – Johannesburg | 1     |           |           |  |  |                             |       |
|  | نیجریه                      | ۲                      |                            |       |           |           |  |  |                             |       |
|  | نیجریه                      | ۲                      | نیجریه                     | 1     |           |           |  |  |                             |       |
|  | 3 February – Nelspruit      |                        | نیجریه                     | 1     |           |           |  |  |                             |       |
|  |                             | بورکینافاسو            | ۰                          |       |           |           |  |  |                             |       |
|  | بورکینافاسو (aet)           | بورکینافاسو            | ۰                          | 1     |           |           |  |  |                             |       |
|  | بورکینافاسو (aet)           | 6 February – Nelspruit |                            | 1     |           |           |  |  |                             |       |
|  | توگو                        | ۰                      |                            |       |           |           |  |  |                             |       |
|  | توگو                        | ۰                      | بورکینافاسو (p)            | 1 (3) | مکان سوم  | مکان سوم  |  |  |                             |       |
|  | 2 February – Port Elizabeth |                        | بورکینافاسو (p)            | 1 (3) | مکان سوم  | مکان سوم  |  |  |                             |       |
|  |                             | غنا                    | 1 (2)                      |       |           |           |  |  |                             |       |
|  | غنا                         | غنا                    | 1 (2)                      | 2     | مالی      | 3         |  |  |                             |       |
|  | غنا                         |                        |                            | 2     | مالی      | 3         |  |  |                             |       |
|  | کیپ ورد                     | ۰                      |                            | غنا   | ۱         |           |  |  |                             |       |
|  | کیپ ورد                     | ۰                      |                            |       | ۱         |           |  |  |                             |       |
|  |                             |                        |                            |       |           |           |  |  | 9 February – Port Elizabeth |       |
|  |                             |                        |                            |       |           |           |  |  |                             |       |

### یک چهارم نهایی
| غنا                              | ۲–۰    | کیپ ورد |
| -------------------------------- | ------ | ------- |
| واکاسو مبارک ۵۴' (پنالتی)، ۹۰+۵' | Report |         |

| آفریقای جنوبی                                | ۱–۱ (و.ا.) | مالی                                |
| -------------------------------------------- | ---------- | ----------------------------------- |
| Rantie ۳۱'                                   | Report     | سیدو کیتا ۵۸'                       |
| ضربات پنالتی                                 |            |                                     |
| سیفیوه شابالالا · Furman · Mahlangu · Majoro | ۱–۳        | شیخ دیاباته · Tamboura · Ma. Traoré |

| ساحل عاج      | ۱–۲    | نیجریه                       |
| ------------- | ------ | ---------------------------- |
| شیخ تیوته ۵۰' | Report | امانوئل امنیکه ۴۳' · Mba ۷۸' |

| بورکینافاسو           | ۱–۰ (و.ا.) | توگو |
| --------------------- | ---------- | ---- |
| جاناتان پیترویپا ۱۰۵' | Report     |      |

### نیمه نهایی
| مالی          | ۱–۴    | نیجریه                                                                                     |
| ------------- | ------ | ------------------------------------------------------------------------------------------ |
| C. Diarra ۷۵' | Report | الدرسون اچیجیله ۲۵' · براون ایدیه ۳۰' · امانوئل امنیکه ۴۴' · احمد موسی (بازیکن فوتبال) ۶۰' |

| بورکینافاسو                                      | ۱–۱ (و.ا.) | غنا                                                                     |
| ------------------------------------------------ | ---------- | ----------------------------------------------------------------------- |
| Bancé ۶۰'                                        | Report     | واکاسو مبارک ۱۳' (پنالتی)                                               |
| ضربات پنالتی                                     |            |                                                                         |
| باکاری کونه · H. Traoré · Paul Koulibaly · Bancé | ۳–۲        | ایزاک ورسا · کریستین آتسو · هریسون افول · Clottey · امانوئل آگیمانگ-بدو |

### رده‌بندی سوم و چهارم
| مالی                                               | ۳–۱    | غنا               |
| -------------------------------------------------- | ------ | ----------------- |
| Mah. Samassa ۲۱' · سیدو کیتا ۴۸' · S. Diarra ۹۰+۴' | Report | کوادوو آساموا ۸۲' |

### فینال
| نیجریه  | ۱–۰    | بورکینافاسو |
| ------- | ------ | ----------- |
| Mba ۴۰' | Report |             |

## قهرمان
| قهرمان جام ملت‌های آفریقا 2013 |
| ----------------------------- |
| · نیجریه · سومین عنوان        |

## جوایز
جوایز زیر در این دوره از مسابقات داده شد :
بهترین بازیکن جام
- جاناتان پیترویپا

بهترین گلزن
- امانوئل امنیکه

| نام بازیکن     | تعداد بازی | تعداد گل زده | تعداد پاس گل | دقایق حضور در میدان | منبع   |
| -------------- | ---------- | ------------ | ------------ | ------------------- | ------ |
| امانوئل امنیکه | ۵          | ۴            | ۳            | ۴۰۳                 | [ ۱۴ ] |
| واکاسو مبارک   | ۵          | ۴ (۳ پنالتی) | ۰            | ۳۹۶                 | [ ۱۶ ] |

بازیکن جوانمرد
- ویکتور موزس

بهترین گل جام
- یوسف مساکنی در بازی برابر تیم ملی فوتبال الجزایر

تیم منتخب جام
| دروازه بان   | مدافعان                                 | هافبک ها                                             | مهاجمان                    |
| ------------ | --------------------------------------- | ---------------------------------------------------- | -------------------------- |
| وینسنت انیما | باکاری کونه Nando سیاکا تینی افه آمبروز | جاناتان پیترویپا سیدو کیتا جان اوبی میکل ویکتور موزس | آساموا جیان امانوئل امنیکه |

## گلزنان
۴ گل
- امانوئل امنیکه
- واکاسو مبارک

۳ گل
- Alain Traoré
- سیدو کیتا

۲ گل
- جاناتان پیترویپا
- Dieumerci Mbokani
- کوادوو آساموا
- ژروینیو
- یحیی توره
- Mahamadou Samassa
- Sunday Mba
- ویکتور موزس
- سیابنگا سانگوینی

۱ گل
- سفیان فغولی
- العربی هلال سودانی
- Aristide Bancé
- Djakaridja Koné
- Platini
- Héldon Ramos
- Fernando Varela
- تریسور ام‌پوتو
- Adane Girma
- امانوئل آگیمانگ-بدو
- کریستین آتسو
- جان بوی
- آساموا جیان
- ویلفرید بونی
- دیدیه دروگبا
- شیخ تیوته
- دیدیه یا کونان
- Cheick Fantamady Diarra
- Sigamary Diarra
- عصام العدوه
- یوسف العربی
- عبدالاله الحافیظی
- الدرسون اچیجیله
- براون ایدیه
- احمد موسی (بازیکن فوتبال)
- May Mahlangu
- Lehlohonolo Majoro
- Tokelo Rantie
- امانوئل آدبایور
- Jonathan Ayité
- Serge Gakpé
- Dové Wome
- خالد المولهی
- یوسف مساکنی
- Collins Mbesuma
- Kennedy Mweene

گل به خودی
- Nando (در بازی برابر آنگولا)

## جدول رده بندی نهایی
| جایگاه                 | تیم                   | امتیاز | بازی | برد | تساوی | باخت | گل‌زده | گل‌خورده | تفاضل‌گل‌ |
| ---------------------- | --------------------- | ------ | ---- | --- | ----- | ---- | ----- | ------- | ------- |
| 1                      | نیجریه                | ۱۴     | ۶    | ۴   | ۲     | ۰    | ۱۱    | ۴       | +۷      |
| 2                      | بورکینافاسو           | ۹      | ۶    | ۲   | ۳     | ۱    | ۷     | ۳       | +۴      |
| 3                      | مالی                  | ۸      | ۶    | ۲   | ۲     | ۲    | ۷     | ۸       | -۱      |
| ۴                      | غنا                   | ۱۱     | ۶    | ۳   | ۲     | ۱    | ۱۰    | ۶       | +۴      |
| حضور در یک چهارم نهایی |                       |        |      |     |       |      |       |         |         |
| ۵                      | ساحل عاج              | ۷      | ۴    | ۲   | ۱     | ۱    | ۸     | ۵       | +۳      |
| ۶                      | آفریقای جنوبی         | ۶      | ۴    | ۱   | ۳     | ۰    | ۵     | ۳       | +۲      |
| ۷                      | کیپ ورد               | ۵      | ۴    | ۱   | ۲     | ۱    | ۳     | ۴       | -۱      |
| ۸                      | توگو                  | ۴      | ۴    | ۱   | ۱     | ۲    | ۴     | ۴       | ۰       |
| حضور در مرحله گروهی    |                       |        |      |     |       |      |       |         |         |
| ۹                      | تونس                  | ۴      | ۳    | ۱   | ۱     | ۱    | ۲     | ۴       | -۲      |
| ۱۰                     | جمهوری دموکراتیک کنگو | ۳      | ۳    | ۰   | ۳     | ۰    | ۳     | ۳       | ۰       |
| ۱۰                     | مراکش                 | ۳      | ۳    | ۰   | ۳     | ۰    | ۳     | ۳       | ۰       |
| ۱۲                     | زامبیا                | ۳      | ۳    | ۰   | ۳     | ۰    | ۲     | ۲       | ۰       |
| ۱۳                     | الجزایر               | ۱      | ۳    | ۰   | ۱     | ۲    | ۲     | ۵       | -۳      |
| ۱۴                     | آنگولا                | ۱      | ۳    | ۰   | ۱     | ۲    | ۱     | ۴       | -۳      |
| ۱۵                     | نیجر                  | ۰      | ۳    | ۰   | ۱     | ۲    | ۰     | ۴       | -۴      |
| ۱۶                     | اتیوپی                | ۱      | ۳    | ۰   | ۱     | ۲    | ۱     | ۷       | -۶      |